# Symphonie no 11 de Chostakovitch
« L'Année 1905 »
Pour les articles homonymes, voir Symphonie no 11.
La Symphonie no 11 en sol mineur (op. 103) dite L'Année 1905, de Dmitri Chostakovitch a été composée au début de 1957 en souvenir de l'insurrection de 1905 ; selon certains commentaires du compositeur, elle évoque aussi la répétition des malheurs du peuple sous le joug indifférent des tyrans. Elle fut jouée pour la première fois par l'Orchestre symphonique d'URSS, sous la direction de Natan Rakhline le 30 octobre 1957.
Fondée sur des thèmes populaires, la symphonie connut un succès immédiat en Russie. Cet accueil favorable, le plus grand succès du compositeur depuis la Symphonie Léningrad seize ans auparavant, ainsi que l'attribution du prix Lénine marquaient la réhabilitation formelle de Chostakovitch vis-à-vis de la doctrine Jdanov de 1948.
Un mois après l'attribution du prix Lénine à Chostakovitch, une résolution du Comité central, « corrigeant les erreurs des décrets de 1948 », réhabilita toutes les personnalités condamnées. Ces erreurs furent imputées à l'« attitude subjective de J. V. Staline vis-à-vis de certaines œuvres d'art et à l'influence négative de Molotov, Malenkov et Béria ».

## Historique
Dès 1955, Chostakovitch envisageait d'écrire une grande œuvre célébrant la révolution russe de 1905. Plusieurs raisons lui firent reporter ce projet : la mort de sa mère, les turbulences de son second mariage, le retour de plusieurs amis libérés du Goulag. Il semble toutefois que l'insurrection hongroise de 1956 l'ait tiré de son inertie créatrice. Chostakovitch, réhabilité, reçoit à l'automne 1956 la commande d'une grande œuvre célébrant le quarantième anniversaire de la révolution d'Octobre. Il décide de réaliser une symphonie en quatre tableaux, inspirée de thèmes populaires traditionnels et révolutionnaires, illustrant la répression sanglante du Dimanche rouge par les troupes du Tsar qui tirèrent sur la foule assemblée sur la place du Palais d'Hiver à Saint-Pétersbourg.

## Structure

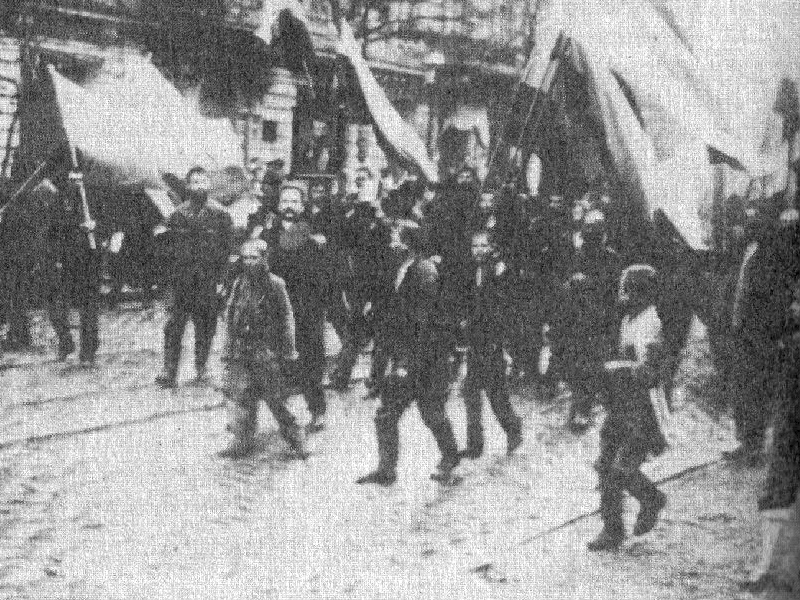
9 janvier 1905 : des manifestants se dirigent vers le Palais d'hiver à Saint-Pétersbourg.

D'une durée d'exécution d'environ une heure, la symphonie est en quatre mouvements qui s'exécutent sans interruption.
1. Adagio : La place du Palais (~15 min)
Le premier mouvement est froid, calme et un peu inquiétant, avec des cordes transparentes et distantes mais des motifs menaçants des timbales, soulignés par des appels lointains des cuivres.
2. Allegro : Le 9 janvier (~18 min)
Le deuxième mouvement évoque les événements du « Dimanche rouge ». Il se compose de deux sections principales : 
- La première décrit les manifestants du 9 janvier à Saint-Pétersbourg, alors que la foule se rend au Palais d'Hiver pour se plaindre au Tsar de l'inefficacité croissante du gouvernement, de la corruption, de la violence des forces de police. Cette première section est agitée, dans un mouvement incessant de progression. Elle culmine en deux sommets brutaux de l'orchestre entier puis s'achève sur le calme glacé de longues phrases des piccolos et des flûtes, soulignées par les appels lointains et inquiétants des cuivres.
- La seconde section démarre par des rafales de caisse claire, comme des rafales de fusil, suivies des cordes sur des thèmes fugués qui évoquent la progression des troupes tsaristes. Les thèmes répétitifs des cordes, intenses, implacables et les glissandos nauséeux des trombones suggèrent la panique alors que les troupes avancent sur la foule. Puis vient une partie mécanique, répétitive des percussions : tambour, caisse claire, grosse caisse, timbales et tam-tam culminent dans une section des percussions seules fortissimo, métaphore du massacre.
- Une section terminale brise net le massacre, avec pour seul matériau les doubles voix superposées des cordes issues du premier mouvement, cette fois-ci en trilles, tel une vision décharnée des cadavres ensanglantés à même la neige.

3. Adagio : Mémoire éternelle (~12 min)
Le troisième mouvement est une lamentation sur la violence, fondée sur la marche funèbre révolutionnaire « Le chant des martyrs ». Vers la fin du mouvement, une rupture conduit à la réexposition de thèmes du second mouvement.
4. Allegro non troppo : Le Tocsin (~15 min)
Le final débute avec une marche reprenant les thèmes de l'apogée du second mouvement ; il atteint de nouveau un paroxysme, suivi d'un retour à l'atmosphère tranquille du début de la symphonie, sur la mélodie apaisée d'un cor anglais. Après un long solo du cor anglais, la clarinette basse introduit un nouveau paroxysme, et l'orchestre se lance dans une nouvelle marche. Celle-ci atteint son point culminant avec la caisse claire et les carillons qui sonnent un tocsin persistant en sol mineur, tandis que l'orchestre insiste sur le sol majeur. Malgré les morts, aucun parti ne l'a emporté, alors que la symphonie se conclut sur un sol naturel persistant, anticipation des futurs événements de 1917.
La Onzième est parfois surnommée : « une musique de film sans le film. » Les images musicales sont en effet d'une évidence et d'une simplicité inhabituelle, même chez Chostakovitch ; une preuve supplémentaire en sont les neuf chants révolutionnaires cités au cours de l'œuvre : le compositeur les décline dans le tissu symphonique selon son propre style. Cet usage d'un matériel musical prétendument populaire rompt avec sa manière de composition habituelle. Toutefois, cela confère à l'œuvre un fort ancrage tonal qui rend celle-ci largement accessible. Ce sont des chants que le compositeur connaissait bien, que sa famille connaissait et chantait lorsqu'il était jeune.

## Instrumentation
L'œuvre est écrite pour un grand orchestre (de 78 à 116 musiciens) :

3 flûtes (dont piccolo), 3 hautbois (dont cor anglais), 3 clarinettes (dont clarinette basse), 3 bassons (dont contrebasson) ; 4 cors, 3 trompettes, 3 trombones, tuba ; timbales, triangle, tambour, cymbales, grosse caisse, tam-tam, xylophone et cloches, célesta, 2 ou 4 harpes ; 16 à 20 premiers violons, 14 à 18 seconds violons, 12 à 16 altos, 10 à 14 violoncelles, 10 à 12 contrebasses.

## Analyses et commentaires

### Requiem pour une génération?

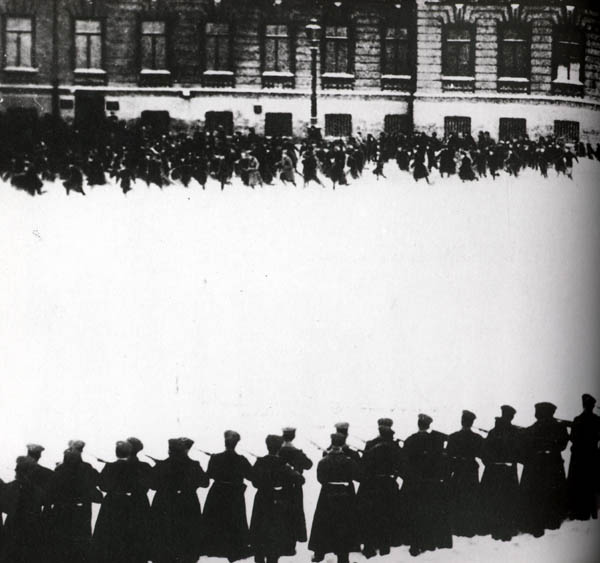
Les soldats tirant sur la foule lors du Dimanche rouge (scène reconstituée tirée d'un film soviétique de 1925).

Selon Ievgeni Tchoukovski, beau-fils du compositeur, la partition originale de la Onzième ne portait pas l'inscription « 1905 », mais « 1906 », année de naissance de Chostakovitch. Ceci engage, selon certains critiques, à écouter cette symphonie comme un requiem non seulement pour lui-même mais pour sa génération ; celle-ci avait subi des épreuves inédites dans l'histoire russe : deux guerres mondiales, une guerre civile, les horreurs de la collectivisation forcée et les purges de l'ère stalinienne ; seule la mort de Staline en 1953 épargna cette génération d'une nouvelle purge.
Toutefois, selon les mêmes commentateurs, l'idée d'une symphonie dédiée au destin d'une génération n'est pas en contradiction avec son inspiration révolutionnaire. Contrairement à la Révolution d'Octobre 1917, les événements de 1905 n'ont pas été exploités politiquement par le pouvoir soviétique ; ainsi, ils n'ont pas perdu leur aura romantique aux yeux des générations suivantes. Ils ont pu symboliser le combat pour une juste cause aux yeux d'artistes comme Sergueï Eisenstein (Le Cuirassé Potemkine), Boris Pasternak (Poèmes « L'an 1905 », 1927 et « Le lieutenant Schmidt », 1927) et Chostakovitch. Certains critiques occidentaux ont, à l'époque marquée par la guerre froide, disqualifiée l'œuvre comme une sorte manifeste de propagande sans substance et sans profondeur. Aujourd'hui, l'œuvre est généralement considérée comme une réflexion sur l'histoire russe, selon le point de vue que l'on pouvait en avoir en 1957, quatre ans après la mort de Staline. Beaucoup de critiques y voient une réaction aux événements de la révolution hongroise de 1956 et sa veuve Irina a déclaré qu'il avait ces événements en tête lors de la composition.

### La plus «moussorgskienne» des symphonies
Chostakovitch considérait sa Onzième symphonie comme la plus « moussorgskienne » de ses œuvres. Pour lui, Moussorgsky symbolisait deux choses : le peuple et la répétition. Pour le peuple qui avait subi la répression du « Dimanche rouge », il avait écrit cette symphonie d'une manière simple et directe. Le peuple était destiné à souffrir sous le joug d'autocrates indifférents ; il protestait périodiquement au nom de l'humanité, pour être périodiquement trahi et puni. Selon Simon Volkov, le compositeur aurait déclaré : « Je voulais montrer cette répétition dans la Onzième symphonie. […] Le peuple a cessé de croire car la coupe du mal a débordé ». Bien que cette déclaration ait semblé farfelue aux yeux de certains critiques, en particulier pour relier la symphonie à l'insurrection hongroise, cette notion de réitération a été capitale, chez les artistes russes, lors de cet événement et a tenu une place centrale dans l'intelligentsia russe.
Les citations de chants révolutionnaire dans l'œuvre elle-même peuvent admettre de multiples interprétation. Le premier mouvement rappelle le chant « Slouchate ! » (Écoute !), avec les paroles : « La nuit d'automne est […] noire comme la conscience du tyran. » et le dernier mouvement se réfère à un autre chant dont les paroles sont : « Honte à vous, tyrans ! » ainsi qu'à La Varsovienne, très populaire lors de l'insurrection de 1905. Volkov compare cette juxtaposition de chants révolutionnaires à un montage cinématographique, tandis qu'Anna Akhmatova décrit ce mouvement comme « un vol d'oiseaux blancs dans un ciel noir. »
On a pu faire valoir qu'au-delà de la description des événements, Chostakovitch rend plus explicite, par la citation de ces chants révolutionnaires, la chaîne inéluctable des événements : si Nicolas II avait entendu les protestations du peuple et engagé un véritable changement social, il n'y aurait pas eu, douze ans plus tard, une répétition de protestations aboutissant à sa destitution. Faute d'avoir écouté, le tsar subit les conséquences décrites dans le dernier mouvement. Ainsi, le schéma général que Chostakovitch donne à la symphonie, la répétition des injustices du pouvoir conduit à la réitération de la violence. Le sous-titre du dernier mouvement, « Nabat », traduit en français par Le tocsin, renforce cette interprétation. Nabat était au XIXe siècle une feuille publiées par le populiste Petr Tkachev qui soutenait que rien, sauf les actions immorales, n'était interdit au vrai révolutionnaire. Tchakev soutenait que la révolution ne viendrait pas du peuple, mais d'un petit groupe motivé prêt à utiliser tous les moyens.

## Discographie sélective
Dans la discographie de la symphonie, deux versions ont été distinguées par la presse spécialisée (Diapason, Répertoire, Gramophone), celle de Ievgueni Mravinski à la tête du Leningrad et celle de Kirill Kondrachine avec l'Orchestre philharmonique de Moscou dans le cadre de son intégrale des symphonies de Chostakovitch.
| Direction              | Orchestre                                                                                    | Année           | Label               |
| ---------------------- | -------------------------------------------------------------------------------------------- | --------------- | ------------------- |
| Ievgueni Mravinski     | Orchestre philharmonique de Leningrad (monophonie, Grand Hall du conservatoire de Léningrad) | 3 novembre 1957 | Russian Disc        |
| André Cluytens         | Orchestre de la radiodiffusion française                                                     | 1958            | Testament           |
| Ievgueni Mravinski     | Orchestre philharmonique de Leningrad                                                        | 1967            | Praga               |
| Kirill Kondrachine     | Orchestre philharmonique de Moscou                                                           | 1973            | Melodiya            |
| Bernard Haitink        | Orchestre royal du Concertgebouw                                                             | 1983            | Decca               |
| Guennadi Rojdestvenski | Orchestre symphonique du Ministère de la Culture de l'URSS                                   | 1985            | Melodiya            |
| Semyon Bychkov         | Orchestre philharmonique de Berlin                                                           | 1988            | Philips Classics    |
| Neeme Järvi            | Orchestre symphonique de Göteborg                                                            | 1989            | Deutsche Grammophon |
| Mariss Jansons         | Philadelphia Orchestra                                                                       | 1996            | EMI Classics        |
| Roudolf Barchaï        | Orchestre symphonique de la WDR de Cologne                                                   | 1999            | Brilliant Classics  |
| Semyon Bychkov         | Orchestre symphonique de la WDR de Cologne                                                   | 2001            | AVIE records        |
| Mstislav Rostropovitch | Orchestre symphonique de Londres. Enregistrement public                                      | 2002            | LSO Live            |